# 兒玉七海
兒玉 七海（こだま ななみ、2002年6月22日 - ）は、日本のAV女優。2022年10月まではライフプロモーション、2023年9月からティーパワーズに所属。

## 経歴
2021年9月10日、S1 NO.1 STYLE（エスワン）から「新人NO.1STYLE 小倉七海AVデビュー」でAVデビュー。AVライターの沢木毅彦は「昭和を感じる新人」「ダイヤの原石」とデビュー作での印象を批評している。
光文社『FLASH』発表の2021年セクシー女優ランキング第33位。月刊FANZA発表「このAV女優がすごい!2021年冬」新人編第2位。
2022年10月1日、AV女優引退及びライフプロモーション退所を発表。もともと心身の不調があったところにAV出演被害防止・救済法施行で撮影できない期間が続き（これらのことで3カ月間は無収入となった）悪化し、医師からストップがかかったことを理由とした。表に立つ活動は以後、「ほしののの」として継続。ライフプロモーションは退所するものの、厚意によりSNSは移行期間として1か月間は残した。アサヒ芸能は突然の引退劇であったものの「ヌード以外の仕事を開始」と報道した。引退後の活動は台湾・聯合新聞網でも報道され、AV新法の影響であると解説された。
2023年5月に七海に改名。9月12日には、ティーパワーズに所属することを発表し、芸名を兒玉七海に改名。所属発表後の9月11日週FANZA動画フロアランキングでは、2022年発売『初めてサレた快感が忘れられず電車痴●にハマってしまった女子●生の末路 小倉七海』（エスワン）が10位まで急上昇した。
徳間書店『アサヒ芸能』2023年12月21日号で商業グラビアに復帰。
2024年1月29日週FANZA動画フロアランキングでは、2022年11月発売の『小倉七海 初ベスト S1デビュー1周年 最新12タイトル12時間スペシャル』（エスワン）が7位に急上昇した。
同年4月19日発売の『伝説の美少女 兒玉七海 復活デビュー ～わたしが本当にヤリたかった3つのSEX～』（エスワン）で女優復帰。同作は3月18日週FANZA通販フロアランキングで初登場9位にランクイン。
同年7月15日FANZA通販フロアランキングにて、イメージビデオ『ALL NUDE 兒玉七海』（Aircontrol）が初登場9位を記録。
同年9月9日週FANZAレンタルフロアランキングで『おま○こ敏感少女を6時間ぶっ通しでイカセ続けたらどうなる? 兒玉七海』が3位にランクイン。
同年11月4日週FANZA通販フロアランキングにて、出演した『S1 PRECIOUS GIRLS 2024 オールスター24名大集合ハーレムアイランドSpecial』が初登場1位にランクイン。11月11日週では同作が1位。DVD版も3位ランクイン。
2025年2月3日週FANZA動画フロアランキングにて共演作、『食べごろ姉妹のからだ。親戚の娘2人を預かることになった変態おじ 兒玉七海 村上悠華』が9位となる。
同年4月21日週FANZA動画フロアランキングにて、『食べごろ姉妹のからだ～』が3位に再上昇した。同年5月26日週FANZAレンタルフロアランキングにて、『食べごろ姉妹のからだ～』が1位ランクイン。6月2日週、6月9日週同ランキングでも1位を維持。同年7月21日週FANZA動画フロアランキングにて同作が再び2位までランクアップした。

## 人物
- 趣味はカメラとルービックキューブ[28]。カメラは35ミリのフィルムで撮影するのが好き[29]。好きな食べ物はナンで食べるタイプのインドカレー[30]。
- 初オナニーは15歳。初体験は17歳。相手は高校の先輩で彼氏[31]。
- 中高校生の頃に拒食症及び過食症になった経験がある[32]。また中学・高校と水泳部に所属していた[30]。
- AVデビューは大学の学費を稼ぐためと好奇心で決めた[4]。
- 自身の弱い点を「視覚と聴覚で煽られる羞恥心」と答えている[33]。このこともあり、通常は自身が出演した作品のサンプル動画さえも見返すことは無かったが、『実話BUNKA超タブー』2022年12月号のインタビュー収録で初めてデビュー作を見返した[34]。
- 巨乳評論家の杜哲哉は顔面偏差値とともに「果実のようなみずみずしさで形のいいオワン型。加えて少し茶色がかった乳輪がやけにエロい」と胸を評価している[35]。

## 作品

### アダルトビデオ

#### 小倉七海 名義
| 発売日   | タイトル                                                                                                 | 規格品番 | 規格品番  | メーカー      | 監督       | 備考       |
| 発売日   | タイトル                                                                                                 | DVD      | BD        | メーカー      | 監督       | 備考       |
| -------- | --- | -------- | --------- | ------------- | ---------- | ---------- |
| 9月10日  | 新人NO.1STYLE 小倉七海AVデビュー                                                                         | SSIS-180 | 9SSIS-180 | S1 NO.1 STYLE | 嵐山みちる | デビュー作 |
| 10月8日  | 快感!初・体・験めちゃイキ4本番 美顔白濁オール顔射スペシャル                                              | SSIS-209 | 9SSIS-209 | S1 NO.1 STYLE | TAKE-D     | [ 36 ]     |
| 11月9日  | 交わる体液、濃密セックス 完全ノーカットスペシャル                                                        | SSIS-239 | 9SSIS-239 | S1 NO.1 STYLE | 紋℃        | [ 35 ]     |
| 12月15日 | 激イキ110回! 痙攣4800回! イキ潮2000cc! 純心少女にデカマラ洗礼でエロス覚醒 はじめての大・痙・攣スペシャル | SSIS-267 | 9SSIS-267 | S1 NO.1 STYLE | 苺原       |            |

| 発売日   | タイトル | 規格品番 | 規格品番  | メーカー      | 監督         | 備考                                                                  |
| 発売日   | タイトル | DVD      | BD        | メーカー      | 監督         | 備考                                                                  |
| -------- | --- | -------- | --------- | ------------- | ------------ | --------------------------------------------------------------------- |
| 1月11日  | 教師の僕は巨乳生徒のノーブラ誘惑に理性ふき飛び何度も彼女に吐精してしまう。                                                             | SSIS-297 | 9SSIS-297 | S1 NO.1 STYLE | 麒麟         |                                                                       |
| 2月8日   | 照れて、惚れて、イキ止まない。 デート指令で拘束されたり痴女ってみたり! 一泊二日ヤリまくり温泉デート                                    | SSIS-322 | 9SSIS-322 | S1 NO.1 STYLE | 嵐山みちる   |                                                                       |
| 3月8日   | 「ウブでめちゃくちゃ押しに弱い」 彼女の妹に欲情し、こっそりハメ続けた最低な僕。                                                        | SSIS-348 |           | S1 NO.1 STYLE | サッポロ太郎 |                                                                       |
| 4月12日  | 可愛い、優しい、エロい。いつでもどこでも即尺してくれるご奉仕ランジェリーメイド 小倉七海                                                | SSIS-374 |           | S1 NO.1 STYLE | TAKE-D       |                                                                       |
| 5月10日  | 初めてできた年上彼女が早漏な僕にSEXを教えてくれる最高の寸止め同棲生活 小倉七海                                                         | SSIS-401 |           | S1 NO.1 STYLE | ZAMPA        |                                                                       |
| 5月27日  | AV最高峰-S級GIRLS GROUP エスワンキャンペーン                                                                                           | WICP-005 |           | S1 NO.1 STYLE | 表記なし     | S1 NO.1 STYLE専属女優による 撮り下ろし映像を収録したキャンペーンDVD。 |
| 6月14日  | ウブだった“小倉七海”ちゃんと久しぶりに再会したら… 昼間から朝が焼けるまで幼馴染の僕を笑顔でイチャつき責めてくる小悪魔になっていた。     | SSIS-429 | 9SSIS-429 | S1 NO.1 STYLE | Eight        |                                                                       |
| 7月12日  | 優しいバイト先店長に好意抱く私はわざと終電逃し… 朝まで性欲に溺れる甘くて切ないホテル相部屋NTR 小倉七海                                 | SSIS-458 | 9SSIS-458 | S1 NO.1 STYLE | 前田文豪     |                                                                       |
| 8月9日   | 「私も慣れてないから、一緒にHの練習しようね」 小倉七海’が童貞クンに1ヶ月間寄り添って優しく一生懸命尽くしちゃう筆おろし同棲ドキュメント | SSIS-488 | 9SSIS-488 | S1 NO.1 STYLE | ZAMPA        |                                                                       |
| 9月13日  | 初めてサレた快感が忘れられず電車痴漢にハマってしまった女子●生の末路 小倉七海                                                           | SSIS-519 | 9SSIS-519 | S1 NO.1 STYLE | 肉尊         |                                                                       |
| 11月22日 | 小倉七海 初ベスト S1デビュー1周年 最新12タイトル12時間スペシャル                                                                       | OFJE-386 | 9OFJE-386 | S1 NO.1 STYLE | 表記なし     | 単体ベスト                                                            |

| 発売日  | タイトル                                                  | 規格品番 | 規格品番  | メーカー      | 監督     | 備考       |
| 発売日  | タイトル                                                  | DVD      | BD        | メーカー      | 監督     | 備考       |
| ------- | --------------------------------------------------------- | -------- | --------- | ------------- | -------- | ---------- |
| 2月27日 | 伝説の美少女 小倉七海 全13タイトル全38本番 完全保存版BEST | OFJE-554 | 9OFJE-554 | S1 NO.1 STYLE | 表記なし | 単体ベスト |

#### 兒玉七海 名義
| 発売日   | タイトル | 規格品番 | 規格品番  | メーカー      | 監督         | 備考 |
| 発売日   | タイトル | DVD      | BD        | メーカー      | 監督         | 備考 |
| -------- | --- | -------- | --------- | ------------- | ------------ | ---- |
| 4月23日  | 伝説の美少女 兒玉七海 復活デビュー ～わたしが本当にヤリたかった3つのSEX～                                                       | SONE-217 | 9SONE-217 | S1 NO.1 STYLE | 嵐山みちる   |      |
| 5月28日  | おま○こ敏感少女を 6時間ぶっ通しでイカセ続けたらどうなる? 兒玉七海                                                               | SONE-283 | 9SONE-283 | S1 NO.1 STYLE | 苺原         |      |
| 6月25日  | 出張先ホテルで中年セクハラ上司とまさかの相部屋に… 繰り返される絶倫性交に自らチ●ポおねだりする程 ふしだらになった新人OL 兒玉七海 | SONE-241 | 9SONE-241 | S1 NO.1 STYLE | サッポロ太郎 |      |
| 7月23日  | 「特別サービスですよ」 優し過ぎる美少女セラピストがこっそり挿入まで ヤラせてくれるドキドキ本番メンズエステ 兒玉七海             | SONE-279 | 9SONE-279 | S1 NO.1 STYLE | 五右衛門     |      |
| 8月27日  | アナタ史上最高のオナニー体験のために 【ALL主観で見つめて、耳元エロ声で満足射精】 全力ご奉仕ちんしこメイド 兒玉七海              | SONE-322 |           | S1 NO.1 STYLE | KC武田       |      |
| 9月24日  | 男達に囲まれ次から次にブッ挿され、 イッてもまたピストン! 人生初12時間大乱交 兒玉七海                                            | SONE-372 | 9SONE-372 | S1 NO.1 STYLE | イナバール   |      |
| 10月22日 | 水泳部の真面目な生徒だった私は 顧問教師の性的虐●で性に目覚めた… 兒玉七海                                                        | SONE-417 |           | S1 NO.1 STYLE | U吉          |      |
| 11月26日 | めちゃ押しに弱い!? 美顔ナースに性処理させ続けた こっそり大部屋フェラチオ入院性活 兒玉七海                                       | SONE-466 | 9SONE-466 | S1 NO.1 STYLE | 赤井彗星     |      |
| 12月10日 | S1 PRECIOUS GIRLS 2024 オールスター24名大集合ハーレムアイランドSpecial                                                          | SONE-560 | 9SONE-560 | S1 NO.1 STYLE | 紋℃          |      |
| 12月24日 | 俺に反抗的な嫁の連れ子を薬（※強力媚薬）で無理やり可愛がる。 兒玉七海                                                            | SONE-552 | 9SONE-552 | S1 NO.1 STYLE | 肉尊         |      |

| 発売日  | タイトル | 規格品番 | 規格品番  | メーカー      | 監督                               | 備考       |
| 発売日  | タイトル | DVD      | BD        | メーカー      | 監督                               | 備考       |
| ------- | --- | -------- | --------- | ------------- | ---------------------------------- | ---------- |
| 1月28日 | 自分より弱そうな立場の人間を見ると… 襲いたくなるんだ…。 「ヤメて」が言えない子供な友達の妹に メチャクチャ興奮した俺は… 兒玉七海                                                                                               | SONE-651 |           | S1 NO.1 STYLE | U吉                                |            |
| 1月28日 | エスワン20周年記念 AV業界史に残る最強タッグ作品 世界に誇る一流女優たちが極上ご奉仕してくれる 超S1級 ハーレム風俗フルコース | SONE-565 | 9SONE-565 | S1 NO.1 STYLE | 嵐山みちる 豆沢豆太郎              |            |
| 2月11日 | 食べごろ姉妹のからだ。親戚の娘2人を預かることになった変態おじ 兒玉七海 村上悠華 | SONE-616 | 9SONE-616 | S1 NO.1 STYLE | 昇天シロー                         |            |
| 3月11日 | エスワン20周年記念 AV業界史に残る最強タッグ作品 顔面偏差値No.1の女子生徒たちがヌキハメ放題で 来場者を満足させてくれるエスワン学園射精祭                                                                                       | SONE-562 | 9SONE-562 | S1 NO.1 STYLE | 嵐山みちる 豆沢豆太郎 タイガー小堺 |            |
| 3月25日 | 悪徳オイルマッサージ店で受けた性被害が忘れられなくて… 股間ヌルヌル施術されるとエビ反りながらイキまくる ド淫乱マ●コになった女子大生                                                                                            | SONE-659 |           | S1 NO.1 STYLE | 苺原                               |            |
| 4月8日  | エスワン20周年記念 AV業界史に残る最強タッグ作品 SUPER VVVIP 乱交 PARTY 舐めまくり 挿れまくり イキまくり 非日常で乱れまくる奇跡のドリーム大共演 河北彩伽 金松季歩 本郷愛 田野憂 小日向みゆう 兒玉七海 榊原萌 神楽ももか 五条恋 | SONE-561 | 9SONE-561 | S1 NO.1 STYLE | 嵐山みちる                         |            |
| 4月22日 | 優しい女子マネージャーに性処理をお願いすると ぶっかけSEXで抜きサポートしてくれるから 今日も僕らは可愛い目と鼻と口に大量顔射して部活頑張るぞ!                                                                                  | SONE-694 |           | S1 NO.1 STYLE | サバス堀中                         |            |
| 5月27日 | 可愛くて一途な女子が彼氏に振られてヘコんでいる時が… 実は大チャンス!? お股がゆるくなってヤリ放題! 合体フィーバー しかも久しぶり他人棒でイキまくりだったんです。 兒玉七海                                                       | SONE-731 |           | S1 NO.1 STYLE | ゆる子                             |            |
| 5月27日 | エスワン20周年記念 AV業界史に残る最強タッグ作品 世界トップクラスの美女に囲まれて 柔らか艶肌むぎゅむぎゅ超密着! スッキリ連続射精! キス、乳首、股間… 性感帯シンクロ同時責め 【主観】あなただけの性処理専門全裸メイド倶楽部      | SONE-564 | 9SONE-564 | S1 NO.1 STYLE | 嵐山みちる                         |            |
| 6月24日 | バイト先の地味なノーマーク女子と一緒に飲んだら… まさかのSEX大好きエロモンスターで 精液透明になるまで何度もヌカれた。 兒玉七海                                                                                                 | SONE-769 |           | S1 NO.1 STYLE | U吉                                |            |
| 7月8日  | エロく進化した伝説の美少女 兒玉七海 AV復活1周年 最新12タイトル全コーナー12時間ベスト | OFJE-521 | 9OFJE-521 | S1 NO.1 STYLE | —                                  | 単体ベスト |
| 7月22日 | 電車でメチャクチャ痴漢され興奮して、おま●こ気持ちよくなって お漏らししちゃう私って… 変態ですか? 兒玉七海 | SONE-821 |           | S1 NO.1 STYLE | 肉尊                               |            |
| 8月26日 | 教え子と関係を持った年下好き家庭教師は… 父親にバレて舐め犯される。 でも… 中年おやじのねっとり愛撫がまさかの一番気持ちいいの! 兒玉七海                                                                                         | SONE-859 |           | S1 NO.1 STYLE | 肉尊                               |            |

### アダルトVR

#### 小倉七海 名義
| 発売日  | タイトル | 品番     | メーカー      | 監督         | 備考   |
| 2022年  | 2022年 | 2022年   | 2022年        | 2022年       | 2022年 |
| ------- | --- | -------- | ------------- | ------------ | ------ |
| 2月14日 | 小倉七海とず～っと密着… キュートな目も鼻も唇も完全独占! 最高の距離で魅せるイチャラブ究極同棲VR                      | SIVR-186 | S1 NO.1 STYLE | こあら太郎   |        |
| 9月8日  | 可愛い、優しい、エロい。至近距離でじ～っくり見つめながら嬉しそうにご奉仕【僕専用】即尺ランジェリーメイドVR 小倉七海 | SIVR-227 | S1 NO.1 STYLE | 矢澤レシーブ |        |

#### 兒玉七海 名義
| 発売日  | タイトル | 品番     | メーカー      | 監督                       | 備考   |
| 2024年  | 2024年 | 2024年   | 2024年        | 2024年                     | 2024年 |
| ------- | --- | -------- | ------------- | -------------------------- | ------ |
| 6月20日 | VR NO.1 STYLE ＜兒玉七海＞ 復活 七海のこと覚えてる? この口、このオッパイ、このカラダで思いださせてあげるね! イチャイチャ濃密ご奉仕3シチュエーション                                            | SIVR-354 | S1 NO.1 STYLE | 濡れた子犬                 |        |
| 2025年  | |          |               |                            |        |
| 2月6日  | 年下の僕を狂わせる美人で推しに弱くて ちょっぴりエッチな年上の家庭教師 兒玉七海 | SIVR-391 | S1 NO.1 STYLE | 濡れた子犬                 |        |
| 6月19日 | 【顔面特化ピンサロ】「フェラはもういいよ…」 僕のガッカリした一言が原因で彼女がピンサロでフェラ特訓!? 嫉妬するほど上達した舐めしゃぶりテクで瞬殺… そのままお店でスリルを味わう本番行為 兒玉七海 | SIVR-421 | S1 NO.1 STYLE | ピンサロ大好きスズタケさん |        |

### イメージビデオ

#### 小倉七海 名義
| 発売日  | タイトル                                                                      | 規格品番  | 規格品番  | メーカー           | 備考   |
| 発売日  | タイトル                                                                      | DVD       | BD        | メーカー           | 備考   |
| 2021年  | 2021年                                                                        | 2021年    | 2021年    | 2021年             | 2021年 |
| ------- | ----------------------------------------------------------------------------- | --------- | --------- | ------------------ | ------ |
| 11月2日 | 『ムチャ撮りッ』小倉七海 19歳の未熟なFカップむっちりボディ 坂道系ピュア美少女 | MMND-202  |           | 未満               |        |
| 2022年  |                                                                               |           |           |                    |        |
| 6月29日 | nudie 小倉七海                                                                | MBRAB-030 |           | スパイスビジュアル |        |
| 10月6日 | Nanami 波打ち際のイノセンス 小倉七海                                          | REBD-689  | REBDB-675 | REbecca            |        |

#### 兒玉七海 名義
| 発売日  | タイトル                             | 規格品番 | 規格品番  | メーカー   | 備考   |
| 発売日  | タイトル                             | DVD      | BD        | メーカー   | 備考   |
| 2024年  | 2024年                               | 2024年   | 2024年    | 2024年     | 2024年 |
| ------- | ------------------------------------ | -------- | --------- | ---------- | ------ |
| 8月27日 | ALL NUDE 兒玉七海                    | OAE-260  | 9OAE-260  | Aircontrol |        |
| 12月5日 | Nanami 夢見心地のイノセンス 兒玉七海 | REBD-894 | REBDB-879 | REbecca    |        |

### 写真集
小倉七海 名義
- らぶぱら 小倉七海写真集（2021年11月2日、竹書房、撮影：マキハラススム） ISBN 978-4-8019-2860-2
- ぐらたん（2022年10月21日、ジーオーティー、撮影：早川達也）ISBN 978-4-8236-0366-2

兒玉七海 名義
- 兒玉七海写真集 地上のアイドル（2024年8月21日、徳間書店、撮影：柳沢康太）ISBN 978-4-19-865879-3 [46]

### デジタル写真集
小倉七海 名義
- AV最高峰 S級GIRLS GROUP エスワンキャンペーン No.1 Photo Book アイドル版（5月27日、FANZA BEAUTY COLLECTION、撮影：小林弘輔）※「S1 NO.1 STYLE」専属女優によるデジタルフォトブック。FANZA限定配信。
- AV最高峰 S級GIRLS GROUP エスワンキャンペーン No.1 Photo Book S級版（6月10日、FANZA BEAUTY COLLECTION、撮影：小林弘輔）※「S1 NO.1 STYLE」専属女優によるデジタルフォトブック。FANZA限定配信。
- ＃バケショ（7月29日、FANZA BEAUTY COLLECTION）※FANZA「オトナのサマーキャンペーン2022」キャンペーンガール5人による撮り下ろしデジタル写真集。FANZA限定配信。
- ＃Escape 小倉七海（8月12日、ジーオーティー、撮影：manimanium）

兒玉七海 名義
- 兒玉七海 ななふしぎ。 vol.1 FRIDAYデジタル写真集（6月14日、講談社、撮影：惠原祐二）
- 兒玉七海 ななふしぎ。 vol.2 FRIDAYデジタル写真集（6月14日、講談社、撮影：惠原祐二）
- 兒玉七海 ななふしぎ。 vol.3 オール未公開100カット超完全版 FRIDAYデジタル写真集（6月14日、講談社、撮影：惠原祐二）
- S1キャンペーン 〜20th anniversary〜 No.1 Photo Book 2024（11月12日、FANZA BEAUTY COLLECTION）※「S1 NO.1 STYLE」専属女優9名の撮り下ろし写真を収録。FANZA限定配信。

- Sweet Moment 兒玉七海デジタル写真集（3月17日、双葉社、撮影：鈴木ゴータ）[47]
- S1 COLLECTION vol.1（4月22日、a-list photo anthology）※「S1 NO.1 STYLE」専属15名によるオムニバス写真集。
- 兒玉七海 S級美女のFカップBODY完全開放 週刊ポストデジタル写真集（2025年7月7日、小学館、撮影：西條彰仁）[48]

## 掲載

### 雑誌
- 月刊FANZA 2021年11月号（ジーオーティー） - インタビュー「HATSUMONO! 小倉七海」
- 週刊実話 10月14日号（日本ジャーナル出版） - グラビア「CM美女脱いた!」
- 週刊実話 10月28日号（日本ジャーナル出版） - グラビア「小倉七海初写真集」
- 月刊FANZA 2021年12月号（ジーオーティー） - 表紙
- 実話BUNKA超タブー 2021年12月号（コアマガジン）- 本人解説袋とじ「小倉七海 デビュー作のヌキどころを本人に聞いてみた」

## 製品

### トレーディングカード
小倉七海 名義
- AVC ジューシーハニー コレクションカード PLUS ＃16 伊藤舞雪 本郷愛 小倉七海 楓ふうあ（2022年10月22日、株式会社ミント）

兒玉七海 名義
- CJ SEXY CARD SERIES VOL.114 兒玉七海 OFFICIAL CARD COLLECTION ～7 OCEANS～（2024年8月31日、ジュートク）

### カレンダー
- 兒玉七海 2024年カレンダー（2023年11月18日、SUNCARAT）
- 卓上 兒玉七海 2024年カレンダー（2023年11月18日、SUNCARAT）
- 兒玉七海 2025年カレンダー（2024年10月26日、SUNCARAT）
- 卓上 兒玉七海 2025年カレンダー（2024年10月26日、SUNCARAT）